# Цвеніц
Цвеніц (нім. Zwönitz) — місто в Німеччині, розташоване в землі Саксонія. Входить до складу району Рудні Гори. Центр об'єднання громад Цвеніц.
Площа — 64,18 км2. Населення становить 11 861 ос. (станом на 31 грудня 2020).